# 蒙图瓦地区索尼奥勒
蒙图瓦地区索尼奥勒（法語：Sognolles-en-Montois，法語發音：[sɔɲɔl ɑ̃ mɔ̃twa] ⓘ）是法国塞纳-马恩省的一个市镇，属于普罗万区。

## 地理
蒙图瓦地区索尼奥勒（48°30'41"N, 3°10'2"E）面积10.12 平方千米，位于法国法蘭西島大區塞纳-马恩省，该省份为法国北部内陆省份，北起瓦兹省，西接埃松省、马恩河谷省、塞纳-圣但尼省和瓦兹河谷省，南至卢瓦雷省，东南接约讷省，东临马恩省和奥布省，东北接埃纳省。
与蒙图瓦地区索尼奥勒接壤的市镇（或旧市镇、城区）包括：蒙图瓦地区塞苏瓦、利济讷、迈松鲁日、梅尼厄、朗皮永、萨万、泰尼西。

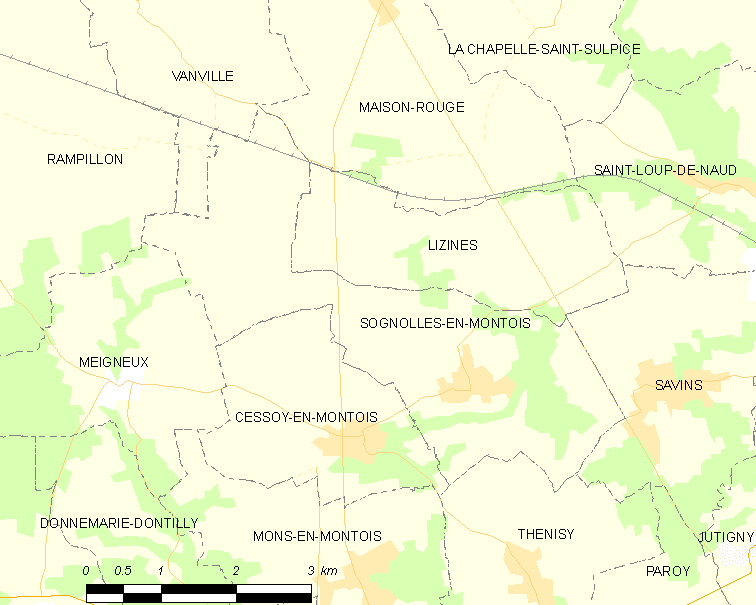
蒙图瓦地区索尼奥勒的OSM定位图

蒙图瓦地区索尼奥勒的时区为UTC+01:00、UTC+02:00（夏令时）。

## 行政
蒙图瓦地区索尼奥勒的邮政编码为77520，INSEE市镇编码为77454。

## 政治
蒙图瓦地区索尼奥勒所属的省级选区为普罗万县。

## 人口

1962-2008年间蒙图瓦地区索尼奥勒人口变化图示

蒙图瓦地区索尼奥勒于2022年1月1日时的人口数量为365人。